# Hortènsia d'hivern
L'hortènsia d'hivern o hortansa d'hivern (var. ling.), (Bergenia crassifolia var. crassifolia), és una varietat de l'espècie Bergenia crassifolia del gènere Bergenia que pertany a la família de les saxifragàcies.
És una herbàcia perenne nativa a Rússia que pot créixer de 30,50 cm a 45,70 cm d'alçada. Les flors tenen un color rosat fosc i floreixen entre abril i maig. Creix molt bé a l'ombra o semiombra.
N'existeix una varietat cultivar Bergenia cordifolia 'Rotblum'.

## Taxonomia
Bergenia cordifolia va ser descrita per J.T.Pan i publicat a Acta Phytotaxonomica Sinica 26(2): 126. 1988.
Sinonímia
- Bergenia crassifolia var. cordifolia (Haw.) Boriss.[6]
- Saxifraga cordifolia Haw.[6]